# Waterloo (miejscowość w hrabstwie Jefferson)
Waterloo – miasto w Stanach Zjednoczonych, w stanie Wisconsin, w hrabstwie Jefferson.